# Monétay-sur-Allier
Monétay-sur-Allier är en kommun i departementet Allier i regionen Auvergne-Rhône-Alpes i de centrala delarna av Frankrike. Kommunen ligger  i kantonen Saint-Pourçain-sur-Sioule som ligger i arrondissementet Moulins. År 2022 hade Monétay-sur-Allier 538 invånare.

## Befolkningsutveckling
Antalet invånare i kommunen Monétay-sur-Allier
Referens: INSEE